# ويليام أرتيس
ويليام أرتيس (بالإنجليزية: William Artis)‏ هو نحات أمريكي، ولد في 1914 في كارولاينا الشمالية في الولايات المتحدة، وتوفي في 1977.

## معرض صور

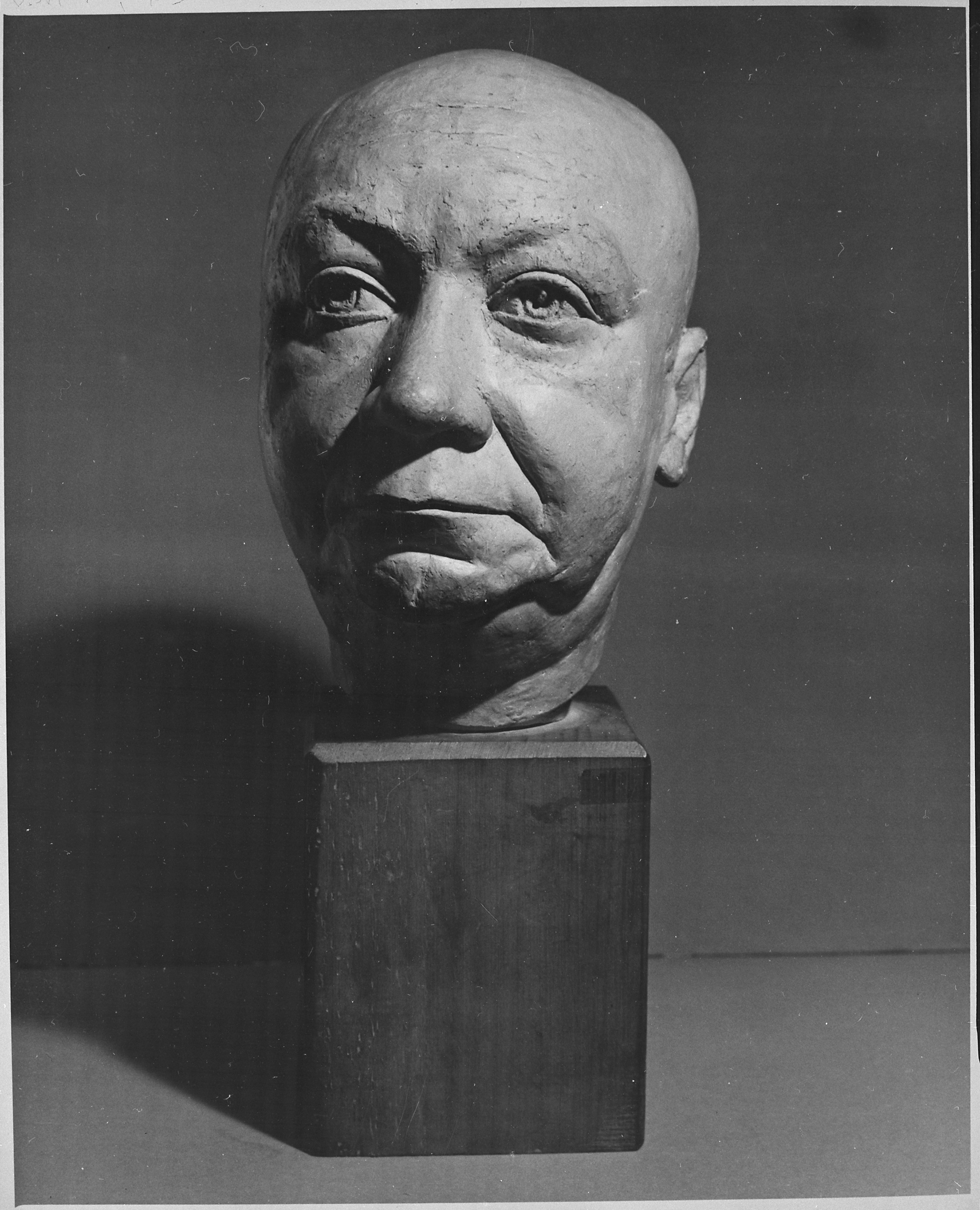
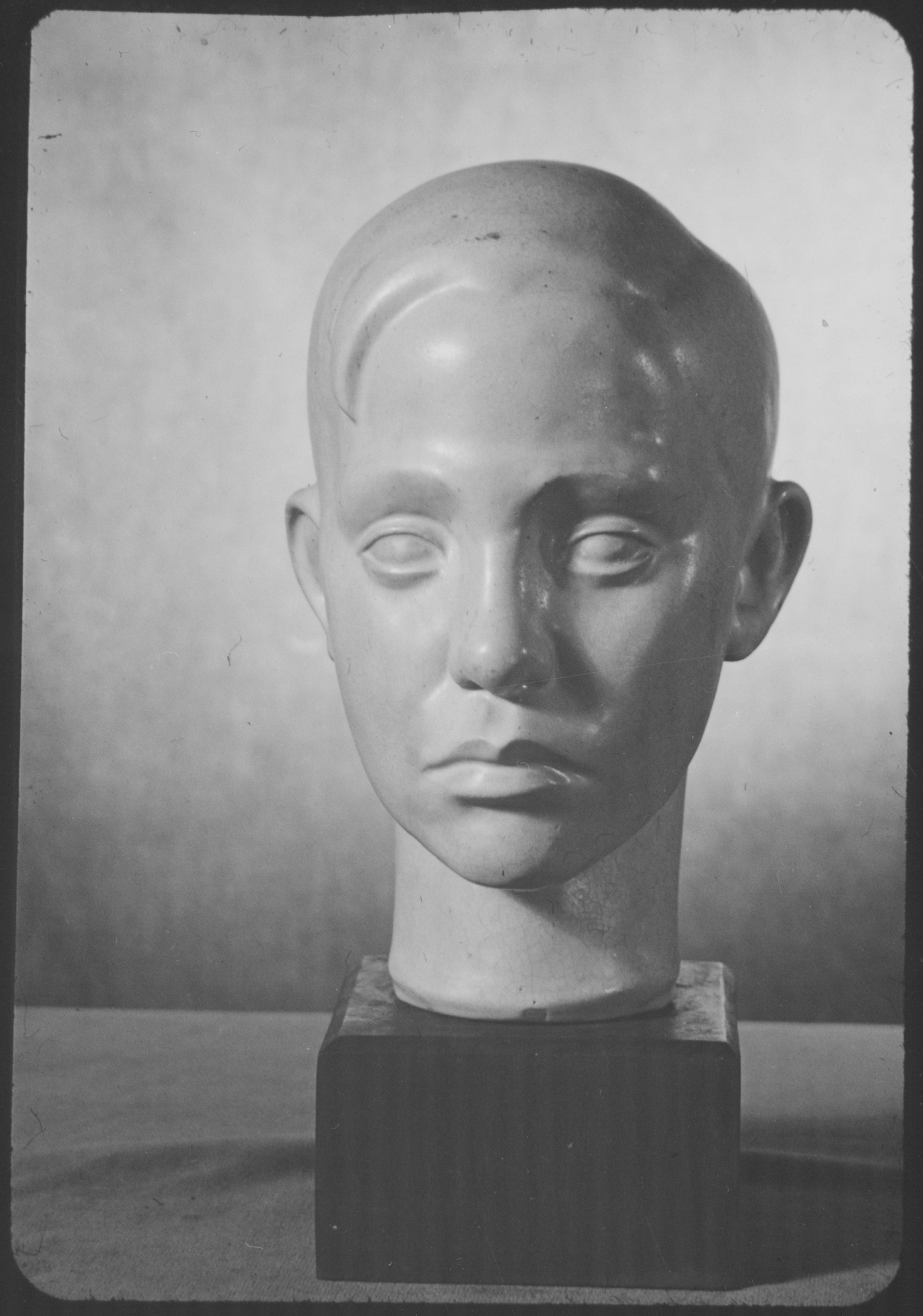
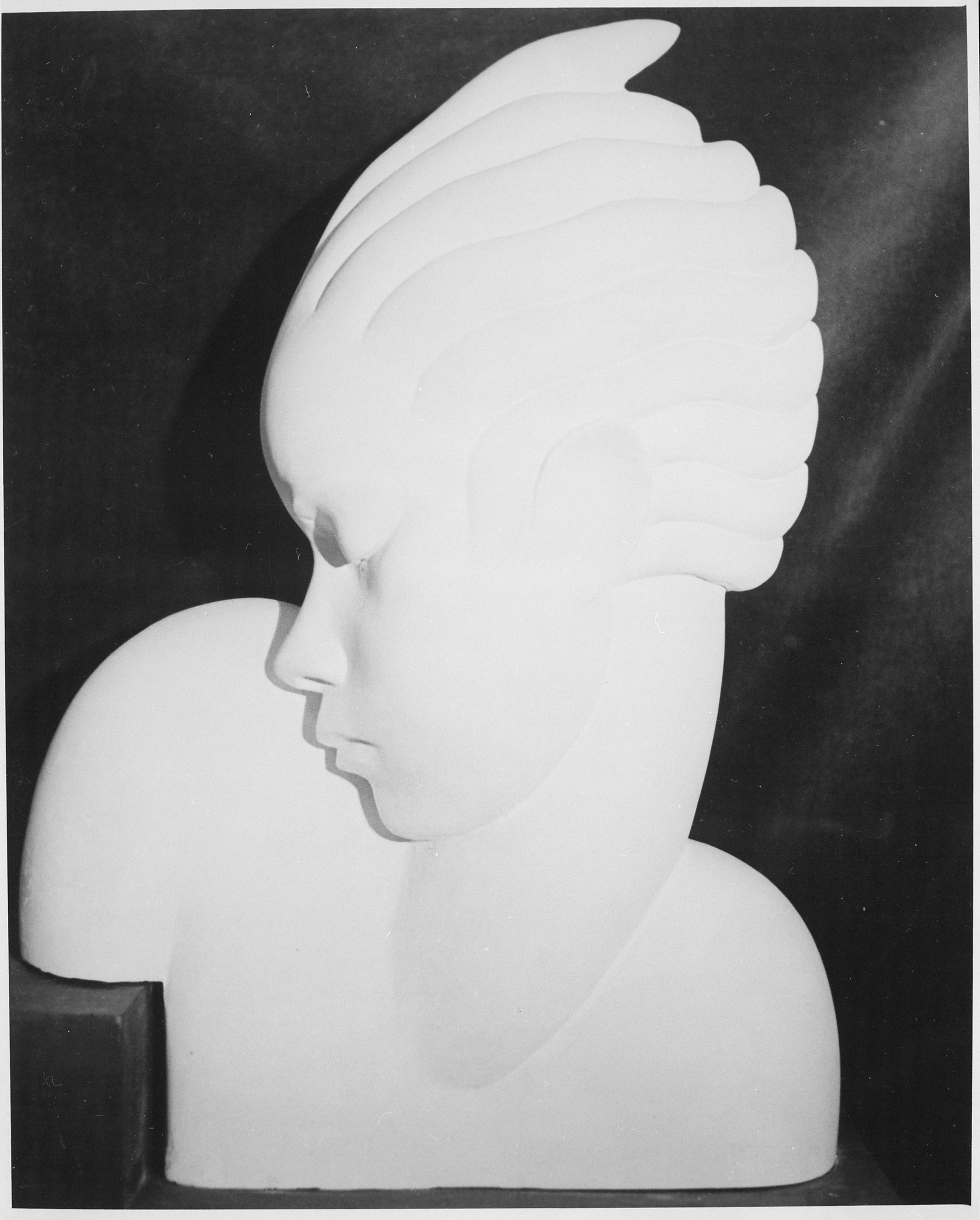